# Starostové pro Liberecký kraj
Starostové pro Liberecký kraj (zkratka SLK) je české regionální politické hnutí, které vzniklo před krajskými volbami v roce 2008, aby prosadilo efektivnější a transparentnější nakládání s krajskými prostředky a zajistilo rovnoměrný rozvoj celého Libereckého kraje. Hnutí SLK je úzce spjaté s hnutím Starostové a nezávislí. Zastupuje roli krajské buňky, má vyhrazenou pozici v celostátním předsednictvu a do evropských, senátních i sněmovních voleb kandidují společně. V čele hnutí stojí od listopadu 2017 hejtman Libereckého kraje a bývalý starosta Hrádku nad Nisou Martin Půta.

## Charakteristika
Hnutí je tvořeno převážně starosty obcí v Libereckém kraji. Ve větších městech (Liberec, Jablonec nad Nisou, Česká Lípa) jsou členové sdružováni v místních klubech, které jsou nejnižší organizační složkou hnutí. Účelem místních klubů je zároveň omezení vlivu větších sídel s větším množstvím členů na rozhodování Sněmu SLK, neboť každý klub může delegovat maximálně 3 zástupce s hlasovacím právem.
V Libereckém kraji má hnutí stabilní a silnou voličskou základnu. Dobrých výsledků dosahuje v komunálních, krajských i senátních volbách.

## Historie

### Vznik hnutí
Politické hnutí SLK vzniklo před krajskými volbami v roce 2008 a jeho členové byli především starostové obcí a další komunální politici, podstatná část z nich původně z uskupení SOS. Jedním ze zakladatelů a prvním předsedou byl tehdejší starosta Semil Jan Farský. 
Již od svého vzniku bylo SLK partnerským subjektem regionálního hnutí NSK, které působilo ve Zlínském kraji a v roce 2009 se přetransformovalo na celostátní hnutí STAN. Spolu s hnutím STAN spolupracovalo SLK zpočátku své existence i s politickou stranou TOP 09. Na rozdíl od hnutí STAN ale odmítalo stavět společné kandidátky s TOP 09 v krajských volbách, kde byli sami o sobě úspěšnější.

### Krajské volby 2008
V krajských volbách v roce 2008 získali Starostové 13,78 % hlasů a obsadili 7 z 45 mandátů v zastupitelstvu. Zastupitelský mandát získali Martin Půta, Stanislava Silná, Jiří Drda, Václav Horáček, Jan Farský, Marek Pieter a Pavel Žur. V průběhu tohoto volebního období zůstali zástupci SLK v opozici a byli protiváhou vládnoucí koalice ČSSD a SOS.

### Sněmovní a komunální volby 2010
Ve sněmovních volbách v roce 2010 Starostové kandidovali na kandidátce TOP 09. Do Poslanecké sněmovny byli zvolení dva jejich zástupci, starosta Železného Brodu Václav Horáček a semilský starosta Jan Farský. V komunálních volbách v roce 2010 Starostové pro Liberecký kraj přímo kandidovali nebo podporovali kandidátky ve 47 obcí kraje (z 215) a celkem obsadili 261 zastupitelských mandátů.[zdroj⁠?!]

### Krajské volby 2012
V krajských volbách v roce 2012 Starostové sestavili kandidátku pod vedením hrádeckého starosty Martina Půty. Starostové ve volbách zvítězili, získali 13 mandátů v Zastupitelstvu Libereckého kraje a Martin Půta se stal hejtmanem.

### Sněmovní volby 2013
Ve sněmovních volbách v roce 2013 Starostové opětovně kandidovali na kandidátce TOP 09. Do Poslanecké sněmovny byl jako zástupce SLK znovuzvolen semilský starosta Jan Farský.

### Komunální a senátní volby 2014
V komunálních volbách v roce 2014 Starostové pro Liberecký kraj přímo kandidovali nebo podporovali kandidátky v 71 obcích kraje (z 215), v 54 městech a obcích tyto kandidátky komunální volby vyhrály a celkem se podařilo obsadit 416 mandátů. V rámci senátních voleb se zároveň povedlo uspět jejich kandidátovi Jiřímu Voseckému za českolipský senátní obvod, ve druhém kole získal 52,87 % hlasů a byl tudíž zvolen.

### Krajské a senátní volby 2016
V krajských volbách v roce 2016 Starostové kandidovali opět samostatně, opětovně zvítězili se ziskem 32,35 % hlasů a navýšili své zastoupení na 18 mandátů. Navíc v rámci senátních voleb získali dalšího senátora, Michaela Canova, který ve druhém kole zvítězil se ziskem 80,19 % hlasů.

### Sněmovní volby 2017
Ve sněmovních volbách v roce 2017 kandidovali zástupci SLK na kandidátce hnutí STAN. V Libereckém kraji dosáhli Starostové v porovnání s ostatními kraji největšího volebního úspěchu, když skončili na 2. místě s 12,89 % hlasů. To jim získalo 1 poslanecký mandát. Díky preferenčním hlasům byl do Poslanecké sněmovny zvolen hejtman Martin Půta, který ale už v listopadu 2017 rezignoval a nahradil ho tak Petr Pávek.

### Komunální volby 2018
V komunálních volbách v roce 2018 Starostové pro Liberecký kraj přímo kandidovali nebo podporovali kandidátky v 72 obcích kraje (z 215) a celkem obsadili 504 mandátů. Z nich 55 volby vyhrálo a dalších 10 se umístilo na druhém místě.

### Evropské volby 2019
V evropských volbách v roce 2019 kandidoval zástupce SLK na kandidátce koalice STAROSTOVÉ (STAN) s regionálními partnery a TOP 09. Uskupení se povedlo dosáhnout výsledku 11,65 % a získat 3 mandáty.

### Krajské a senátní volby 2020
Starostové se na svém sněmu 20. listopadu 2019 v Českém Dubu rozhodli pro samostatnou kandidátku s účastí jednoho zástupce za Unii pro sport a zdraví. Původně se zvažovala i účast několika zástupců TOP 09 a KDU-ČSL, kterou ale sněm svým hlasováním nepodpořil a to i navzdory tomu, že podobný model spolupráce už funguje v Liberci nebo České Lípě. Kvůli koronavirové krizi bylo odsouhlasení kandidátní listiny odloženo na pozdější datum. Předvolební sněm se uskutečnil 29. května 2020 v Bílém Kostele nad Nisou, kde si Starostové zvolili prvních 21 kandidátů a schválili lídra do krajských voleb, současného hejtmana Martina Půtu. Zároveň se rozhodli pro měsíc červen zdarma poskytnout vybraným regionálním výrobcům své billboardové plochy, které měli původně zamluveny pro svou kampaň do krajských voleb. V krajských volbách v roce 2020 Starostové pro Liberecký kraj zvítězili se ziskem 38,57 % hlasů potřetí za sebou a navýšili své zastoupení na 22 mandátů. V rámci senátních voleb se Jiřímu Voseckému podařilo obhájit mandát. Ve druhém kole zvítězil se ziskem 52,87 % hlasů.

### Sněmovní volby 2021
Ve sněmovních volbách v roce 2021 podporovali Starostové pro Liberecký kraj volební koalici Piráti a Starostové. Nejvýše postaveným členem SLK na koaliční kandidátce v Libereckém kraji byl na 3. místě Jan Berki. Koalice v kraji skončila na 3. místě s 21,37 % a získala 2 poslanecké mandáty. Zvolenými poslanci se stali lídr kandidátky Jan Farský a díky preferenčním hlasům i Jan Berki.

### Komunální volby 2022
V komunálních volbách v roce 2022 SLK získalo celkem 84 obecních zastupitelů a 12 zastupitelů městských částí.

### Prezidentské volby 2023
V prezidentských volbách v roce 2023 SLK podpořilo kandidaturu armádního generála ve výslužbě Petra Pavla.

## Program a hlavní politická témata
Z hlediska idejí jsou hlavní cíle hnutí omezení byrokracie, decentralizace výkonu veřejné moci a prosazení principu subsidiarity. V otázkách dotýkajících se národního hospodářství, ekonomie a sociální politiky prosazuje hnutí principy individuální odpovědnosti občanů. Svým působením zároveň prosazuje ochranu životního prostředí pro zachování budoucím generacím a ochranu tradic. Primárně se ovšem soustředí na regionální témata. V programu se zabývají tématy zodpovědného hospodářství, transparentnosti nebo oprav povodňových škod.

## Vedení hnutí

### Představenstvo
- předseda: Martin Půta, hejtman Libereckého kraje, radní města Hrádek nad Nisou
  - 1. místopředseda: Jan Sviták, náměstek hejtmana Libereckého kraje
    - místopředseda: Michael Canov, senátor, zastupitel Libereckého kraje, starosta města Chrastava
    - místopředseda: Jiří Černý, starosta obce Zlatá Olešnice
    - místopředseda: Daniel David, zastupitel Libereckého kraje, starosta obce Janov nad Nisou
    - místopředseda: Tomáš Hocke, zastupitel Libereckého kraje, starosta města Turnov
    - místopředseda: Radek Lípa, zastupitel Libereckého kraje, starosta města Zákupy
    - místopředseda: Jiří Ulvr, náměstek hejtmana Libereckého kraje
    - místopředsedkyně: Květa Vinklátová, náměstkyně hejtmana Libereckého kraje

### Historie předsedů
- Jan Farský (2008–2009)
- Martin Půta (2009–2014)
- Marek Pieter (2014–2017)
- Martin Půta (2017–dosud)

### Historie 1. místopředsedů
- Věra Hovorková (2008–2009)
- Michael Canov (2009–2024)
- Jan Sviták (2024–dosud)

## Volební výsledky

### Poslanecká sněmovna (za Liberecký kraj)
| Volby | Hlasy                  | Hlasy | Mandáty | Mandáty |
| Volby | Abs.                   | %     | Abs.    | ±       |
| ----- | ---------------------- | ----- | ------- | ------- |
| 2010  | za TOP 09              | 19,4  | 2/8     | ▲2      |
| 2013  | za TOP 09              | 15,2  | 1/8     | ▼1      |
| 2017  | za STAN                | 12,8  | 1/8     | 0       |
| 2021  | za Piráti a Starostové | 21,4  | 1/8     | 0       |

### Senát

#### Obvod Česká Lípa
| Volby | Kandidát     | První kolo | První kolo | První kolo | Druhé kolo | Druhé kolo | Druhé kolo |
| Volby | Kandidát     | Hlasy      | v %        | Výsledek   | Hlasy      | v %        | Výsledek   |
| ----- | ------------ | ---------- | ---------- | ---------- | ---------- | ---------- | ---------- |
| 2014  | Jiří Vosecký | 6 633      | 20,1       | 1.         | 8 246      | 59,3       | Vyhrál     |
| 2020  | Jiří Vosecký | 10 418     | 29,6       | 1.         | 6 988      | 52,3       | Vyhrál     |

#### Obvod Jablonec nad Nisou
| Volby | Kandidát                                 | První kolo                               | První kolo                               | První kolo                               | Druhé kolo                               | Druhé kolo                               | Druhé kolo |
| Volby | Kandidát                                 | Hlasy                                    | v %                                      | Výsledek                                 | Hlasy                                    | v %                                      | Výsledek   |
| ----- | ---------------------------------------- | ---------------------------------------- | ---------------------------------------- | ---------------------------------------- | ---------------------------------------- | ---------------------------------------- | ---------- |
| 2012  | Podpora Soni Paukrtové (kandidátka STAN) | Podpora Soni Paukrtové (kandidátka STAN) | Podpora Soni Paukrtové (kandidátka STAN) | Podpora Soni Paukrtové (kandidátka STAN) | Podpora Soni Paukrtové (kandidátka STAN) | Podpora Soni Paukrtové (kandidátka STAN) | Prohrála   |
| 2018  | Podpora Jaroslava Zemana (kandidát ODS)  | Podpora Jaroslava Zemana (kandidát ODS)  | Podpora Jaroslava Zemana (kandidát ODS)  | Podpora Jaroslava Zemana (kandidát ODS)  | Podpora Jaroslava Zemana (kandidát ODS)  | Podpora Jaroslava Zemana (kandidát ODS)  | Vyhrál     |
| 2024  | Lena Mlejnková                           | 8 491                                    | 24,4                                     | 2.                                       | 14 299                                   | 62,9                                     | Vyhrála    |

#### Obvod Liberec
| Volby | Kandidát      | První kolo | První kolo | První kolo | Druhé kolo | Druhé kolo | Druhé kolo |
| Volby | Kandidát      | Hlasy      | v %        | Výsledek   | Hlasy      | v %        | Výsledek   |
| ----- | ------------- | ---------- | ---------- | ---------- | ---------- | ---------- | ---------- |
| 2016  | Michael Canov | 18 698     | 45,3       | 1.         | 16 579     | 80,2       | Vyhrál     |
| 2022  | Michael Canov | 19 613     | 43,5       | 1.         | 14 000     | 66,3       | Vyhrál     |

#### Obvod Mladá Boleslav
| Volby | Kandidát                                 | První kolo                               | První kolo                               | První kolo                               | Druhé kolo                               | Druhé kolo                               | Druhé kolo |
| Volby | Kandidát                                 | Hlasy                                    | v %                                      | Výsledek                                 | Hlasy                                    | v %                                      | Výsledek   |
| ----- | ---------------------------------------- | ---------------------------------------- | ---------------------------------------- | ---------------------------------------- | ---------------------------------------- | ---------------------------------------- | ---------- |
| 2024  | Podpora Ondřeje Lochmana (kandidát STAN) | Podpora Ondřeje Lochmana (kandidát STAN) | Podpora Ondřeje Lochmana (kandidát STAN) | Podpora Ondřeje Lochmana (kandidát STAN) | Podpora Ondřeje Lochmana (kandidát STAN) | Podpora Ondřeje Lochmana (kandidát STAN) | Vyhrál     |

### Zastupitelstvo Libereckého kraje
| Volby | Hlasy  | Hlasy | Mandáty | Mandáty | Pozice | Postavení |
| Volby | Abs.   | %     | Abs.    | ±       | Pozice | Postavení |
| ----- | ------ | ----- | ------- | ------- | ------ | --------- |
| 2008  | 17 878 | 13,8  | 7/45    | ▲7      | ▲4.    | Opozice   |
| 2012  | 28 763 | 22,2  | 13/45   | ▲6      | ▲1.    | Koalice   |
| 2016  | 40 058 | 32,4  | 18/45   | ▲5      | ▬1.    | Koalice   |
| 2020  | 53 546 | 38,6  | 22/45   | ▲4      | ▬1.    | Koalice   |
| 2024  | 39 464 | 34,8  | 20/45   | ▼2      | ▬1.    | Koalice   |

#### Zvolení zastupitelé
- 2008: Martin Půta, Stanislava Silná, Jiří Drda, Václav Horáček, Jan Farský, Marek Pieter, Pavel Žur[7]

- 2012: Martin Půta, Marek Pieter, Eva Burešová, Lena Mlejnková, Hana Maierová, Vladimír Boháč, Petr Tulpa, Vladimír Mastník, Vladimír Stříbrný, Jaromír Dvořák, Jiří Löffelmann, Michael Canov, Tomáš Vlček[22]

- 2016: Martin Půta, Hana Maierová, Marek Pieter, Eva Burešová, Květa Vinklátová, Lena Mlejnková, Vladimír Boháč, Michael Canov, Jaromír Dvořák, Jan Farský, Vladimír Stříbrný, Jiří Ulvr, Jiří Löffelmann, Petr Tulpa, Vladimír Mastník, Daniel David, Jan Sviták, Tomáš Hocke[13]

- 2020: Martin Půta, Květa Vinklátová, Jan Sviták, Lena Mlejnková, Tomáš Hocke, Markéta Khauerová, Radek Lípa, Michael Canov, Eva Zbrojová, Jaromír Dvořák, Petr Tulpa, Jiří Löffelmann, Jaroslav Demčák, Jiří Ulvr, Josef Horinka, Vladimír Boháč, Daniel David, Markéta Červinková, Anna Provazníková, Vladimír Stříbrný, František Lufinka, Jaroslav Kořínek[16]

- 2024: Martin Půta, Jitka Skalická, Jan Sviták, Květa Vinklátová, Tomáš Hocke, Lena Mlejnková, Markéta Červinková, Michael Canov, Jiří Ulvr, Jaromír Dvořák, Radek Lípa, Markéta Khauerová, Jaroslav Demčák, Anna Provazníková, Jiří Formánek, Daniel David, Eva Burešová, Vladimír Vyhnálek, Stanislav Dlouhý, Romana Šídlová

### Zastupitelstvo města Liberec
| Volby | Hlasy              | Hlasy | Mandáty | Mandáty | Pozice | Postavení |
| Volby | Abs.               | %     | Abs.    | ±       | Pozice | Postavení |
| ----- | ------------------ | ----- | ------- | ------- | ------ | --------- |
| 20101 | s KDU-ČSL          | 13,4  | 2/39    | ▲2      | ▲7.    | Koalice   |
| 2014  | 172 933            | 16,6  | 8/39    | ▲6      | ▲3.    | Opozice   |
| 2018  | 381 613            | 32,1  | 16/39   | ▲8      | ▲1.    | Koalice   |
| 20222 | s TOP 09 a KDU-ČSL | 28,2  | 10/39   | ▼6      | ▬1.    | Koalice   |

1 Roku 2010 Starostové pro Liberecký kraj vytvořili společnou kandidátku s KDU-ČSL a nezávislými kandidáty, jež nesla název „Liberec občanům“. Tato koalice celkem obsadila 6 mandátů.
2 Roku 2022 Starostové pro Liberecký kraj vytvořili společnou kandidátku s TOP 09 a KDU-ČSL, jež nesla název „Starostové pro Liberecký kraj společně s TOP 09 a KDU-ČSL“. Tato koalice celkem obsadila 12 mandátů.

#### Zvolení zastupitelé
- 2010: Jiří Šolc, Lukáš Pohanka[24]

- 2014: Michal Hron, Jan Berki, Květa Vinklátová, Jaroslav Zámečník, Antonín Ferdan, Jiří Šolc, Jan Marek, David Václavík[25]

- 2018: Jaroslav Zámečník, Jiří Šolc, Lukáš Pohanka, Jarmila Levko, Jan Berki, Ivan Langr, Michal Hron, Zdeněk Chmelík (člen TOP 09), Jan Marek, Hana Zemanová (členka KDU-ČSL), Robert Prade, Květa Vinklátová, David Nejedlo, Jiří Zavoral, Jiří Bartoloměj Sturz (člen KDU-ČSL), Robert Korselt (člen TOP 09)[26]

- 2022: Jaroslav Zámečník, Ivan Langr, Anna Provazníková, Lukáš Pohanka, Jan Marek, Jiří Janďourek, Lukáš Hájek, Jakub Vytiska, Robert Prade, Matyáš Moc[27]

### Zastupitelstva obcí v Libereckém kraji
| Volby | Hlasy   | Hlasy | Mandáty  | Mandáty | Mandáty |
| Volby | Abs.    | %     | Abs.     | ±       | %       |
| ----- | ------- | ----- | -------- | ------- | ------- |
| 2010  | 98 707  | 3,1   | 89/2285  | ▲89     | 3,9     |
| 2014  | 320 213 | 11,3  | 145/2285 | ▲56     | 6,4     |
| 2018  | 562 150 | 18,0  | 148/2287 | ▲3      | 6,5     |
| 2022  | 397 129 | 13,5  | 96/2287  | ▼52     | 4,2     |